# Гідростатичний напір
Гідростатичний напір (рос.гидростатический напор; англ. hydrostatic pressure; нім. Wasserdruckhöhe f) – узагальнена характеристика потенціальної енергії рідини, що відображає енергію гідростатичного тиску і енергію положення її рівня. При повільному русі, характерному для підземних вод, Г.н. є основним показником підземного потоку і визначається за формулою:
Н = Р/ρ•g +Z = hл + Z,
Де Н – величина Г.н. в одиницях висоти стовпа рідини; Z – ордината точки, в якій визначається Г.н.; Р – гідростатичний тиск в цій же точці; hл – п‘єзометрична висота; ρ – густина води; g – прискорення сили тяжіння. 

## Приклад
У гідрогеології напір характеризується положенням рівня, усталеного в спостерігаємій свердловині (що проведена в задану точку пласта), відносно довільно вибраної горизонтальної площини. При розробці родовищ, будівництві шахт в області розвитку надмірного Г.н. передбачаються заходи для запобігання раптових проривів вод і пливунів, затоплення шахт шляхом зниження Г.н. до безпечної величини, яка визначається розрахунком.